# VTJ前夜の中井祐樹
『VTJ前夜の中井祐樹』（バーリトゥードジャパンぜんやのなかいゆうき）は、増田俊也のノンフィクション。
本作を題名にしたノンフィクション集『VTJ前夜の中井祐樹』に収録。
増田の北海道大学柔道部時代の3期後輩で、後修斗でプロ格闘家に転じた格闘家中井祐樹との出会いから、彼が総合格闘技の黎明期に、バーリトゥードジャパン95というワンデートーナメントに出場して、1回戦で片眼を失明しながら決勝まで勝ち進み、ヒクソン・グレイシーと戦うまでの感動的な軌跡を描く。

## ストーリー
北海道大学柔道部4年生で副主将だった増田俊也。当時の北大柔道部は七帝柔道で最下位を繰り返す弱小チームだった。
1989年4月、その北大道場に札幌北高校レスリング部の主将だった中井祐樹が、北大に合格して新入生として見学にやってくる。中井は、寝技中心の北大の柔道に驚き、柔道白帯ながら、その場で柔道部に入部することを決意する。
増田は4年生の最後の七帝戦を終えた後、北大を中退して新聞記者となり、後輩たちに七帝戦優勝の夢を託した。3年後、3期下の中井祐樹の代がついに悲願の優勝を果たす。中井は部を引退後、すぐに中退届を出して横浜へ移り住み、まだ旗揚げされたばかりの総合格闘技団体プロシューティング、後の修斗に参戦する。
世はプロレス全盛時代で、シューティング勢の真剣勝負興行はまったく世間に認知されていなかった。そこに海外からとんでもない大会が開かれたことが聞こえてくる。ルールをほとんど廃したノールール（バーリトゥード）の大会、第1回UFCである。優勝したのはホイス・グレイシーという聞いたこともない選手だった。ホイスはその後もUFCの連覇を続ける。
シューティングを主宰する佐山聡は、ホイスが「実は僕より10倍強い兄がいる」と言った、グレイシー一族最強のヒクソン・グレイシーを日本に招いて、日本初のノールール（バーリトゥード）の格闘技大会を開くことを決定した。
しかし、1994年に開かれたこの大会「バーリトゥード・ジャパン・オープン94」で当時のシューティングのエース2人が惨敗を喫し、ヒクソン・グレイシーの優勝に終わった。翌1995年、シューティングが日本の格闘技界の最後の切り札として出場させたのが、北大柔道部で緻密な寝技技術を身に着けた中井祐樹だった。
だが、トーナメントの組み合わせが発表されると、マスコミは一斉に中井の命の危険を訴えた。中井の1回戦の相手は第1回UFCで準優勝し、喧嘩屋の異名をとるオランダの巨漢空手家、ジェラルド・ゴルドーだった。ゴルドーが198cm・100kgなのに対し、中井は170cm・70kgしかなかった。増田たち北大柔道部のOBが日本武道館の試合会場で声援を送る中、中井は決死の覚悟でリングに上がっていく。

## 漫画
一丸の作画による『七帝柔道記』の後日譚として、同じく一丸により『七帝柔道記外伝』のタイトルで漫画化され、『ビッグコミックオリジナル増刊号』（小学館）にて2020年7月号から2021年9月号まで連載された。
- 増田俊也（原作）・一丸（作画）『七帝柔道記外伝』小学館〈ビッグコミックス〉、2021年12月28日発売[4]、ISBN 978-4-09-861183-6